# Rupit i Pruit
Rupit y Pruit est une commune de la province de Barcelone, en Catalogne, en Espagne, de la comarque d'Osona

## Histoire
Les deux communes de Rupit et Pruit fusionnent en 1977.

## Population et société

### Jumelages
- Tournemire (Cantal) (France) Cantal[réf. nécessaire]

## Culture locale et patrimoine
Rupit obtient en 2022 le label Meilleurs villages touristiques de l'Organisation mondiale du tourisme.

### Lieux et monuments
- Église Saint-Jean-de-Fabrègues (ca) : église romane de Rupit.

### Personnalités liées à la commune
- Àngel Colom i Colom (ca) (1951-) : homme politique né à Rupit i Pruit.